# Chelantermedia composita
Chelantermedia composita là một loài chân đều trong họ Desmosomatidae. Loài này được Brix miêu tả khoa học năm 2006.